# Jason Grilli
Pour les articles homonymes, voir Grilli.
Jason Michael Grilli (né le 11 novembre 1976 à Royal Oak, Michigan, États-Unis) est un ancien, lanceur de relève droitier des de la Ligue majeure de baseball. 
Il est invité au match des étoiles en 2013 comme représentant des Pirates de Pittsburgh, pour qui il évolue de 2011 à 2014. Jouant sur ses racines italiennes, il est sélectionné en équipe d'Italie à l'occasion des Classique mondiale de baseball de 2006, 2009 et 2013.
Jason Grilli est le fils de l'ancien joueur de baseball professionnel Steve Grilli, aussi lanceur.

## Carrière
Joueur des Pirates de l'université Seton Hall, Jason Grilli est le quatrième athlète sélectionné lors du repêchage amateur de 1997 et est le choix de premier tour des Giants de San Francisco. Le 25 juillet 1999, avant de faire ses débus dans le baseball majeur, Grilli est échangé aux Marlins de la Floride, qui cèdent aux Giants le lanceur droitier Liván Hernández.
Grilli, un lanceur droitier, joue en MLB pour les Marlins (2000–2001), les White Sox de Chicago (2004), les Tigers de Détroit (2005-2008), les Rockies du Colorado (2008-2009) et les Rangers du Texas (2009).
Il signe un contrat de ligues mineures chez les Indians de Cleveland le 2 décembre 2009 avec une invitation à l'entraînement de printemps 2010 mais ne refait pas surface dans les majeures avec cette équipe.

### Pirates de Pittsburgh

#### Saison 2011
Signé en janvier 2011 par les Phillies de Philadelphie, il est assigné à leur club-école de Lehigh Valley au niveau Triple-A. Sans avoir été rappelé par les Phillies, il est libéré de son contrat au cours de l'été. Le 21 juillet 2011, il rejoint l'organisation des Pirates de Pittsburgh. Il lance 28 parties en relève pour les Pirates et affiche une moyenne de points mérités de 2,48 en 32 manches et deux tiers lancées, avec deux gains, une défaite et un sauvetage.

#### Saison 2012
Malgré une seule victoire contre six défaites en 64 matchs joués, Grilli connaît une très bonne saison 2012 dans l'enclos de relève des Pirates. Il affiche une moyenne de points mérités de 2,91 en 58 manches et deux tiers au monticule, enregistre deux sauvetages et récolte 90 retraits sur des prises, de loin son meilleur résultat en carrière. Son ancien record personnel était de 69 en 75 manches lancées en 2008.
Le 12 décembre 2012, les Pirates récompensent Grilli par un nouveau contrat de deux ans d'une valeur de 6,75 millions de dollars.

#### Saison 2013
Après l'échange qui envoie Joel Hanrahan aux Red Sox de Boston après la saison 2012, Grilli lui succède comme stoppeur des Pirates, avec succès puisque ses performances lui valent à 36 ans une première invitation au match d'étoiles. Moins de deux semaines après la classique de mi-saison, Grilli se retrouve sur la liste des joueurs blessés pour une blessure à l'avant-bras droit qui le tient hors du jeu jusqu'au début septembre.
Grilli revient en fin de saison, à temps pour voir les Pirates se qualifier pour les séries éliminatoires, une première en 21 ans. En 50 manches lancées lors de la saison régulière 2013, Grilli réalise 33 sauvetages, retire 74 adversaires sur des prises et présente une moyenne de points mérités de 2,70 malgré aucune victoire et deux défaites. De retour en éliminatoires pour la première fois depuis sa visite en Série mondiale avec les Tigers de 2006, le lanceur des Pirates n'accorde aucun point en 3 manches et un tiers lancées face aux Reds de Cincinnati et aux Cardinals de Saint-Louis en match d'après-saison. L'une de ses 4 sorties se solde par un sauvetage durant la Série de division contre les Cardinals.

#### Saison 2014
Grilli se retrouve sur la liste des joueurs blessés tôt durant la saison 2014 et un problème à l'oblique le garde à l'écart de la fin avril à la fin mai. À ses 22 dernières sorties pour Pittsburgh, il encaisse deux défaites, protège 11 victoires, retire 21 adversaires sur des prises et montre une moyenne de points mérités de 4,87 en 20 manches et un tiers lancées.

### Angels de Los Angeles

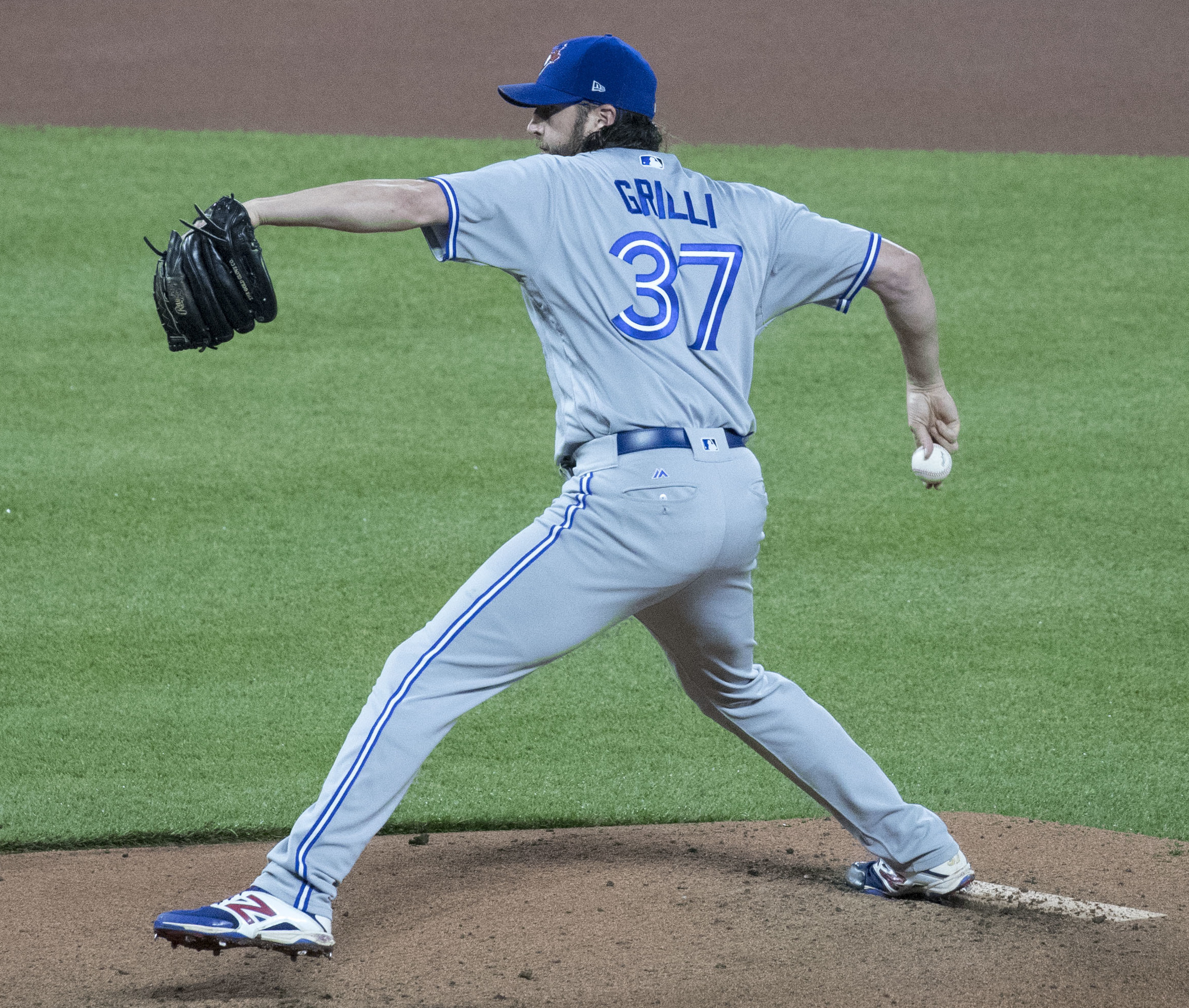
Jason Grilli en 2017 avec les Blue Jays de Toronto.

Le 27 juin 2014, les Pirates échangent Grilli aux Angels de Los Angeles contre un autre releveur, le droitier Ernesto Frieri.

### Braves d'Atlanta
le 7 janvier 2015, Grilli signe un contrat de deux saisons avec les Braves d'Atlanta. Il signe 24 sauvetages et maintient une moyenne de points mérités de 2,94 en 33 manches et deux tiers lancées pour les Braves en 2015.

### Blue Jays de Toronto
Le 31 mai 2016, Atlanta échange Grilli aux Blue Jays de Toronto contre Sean Ratcliffe, un lanceur droitier des ligues mineures.

### Retour chez les Rangers du Texas

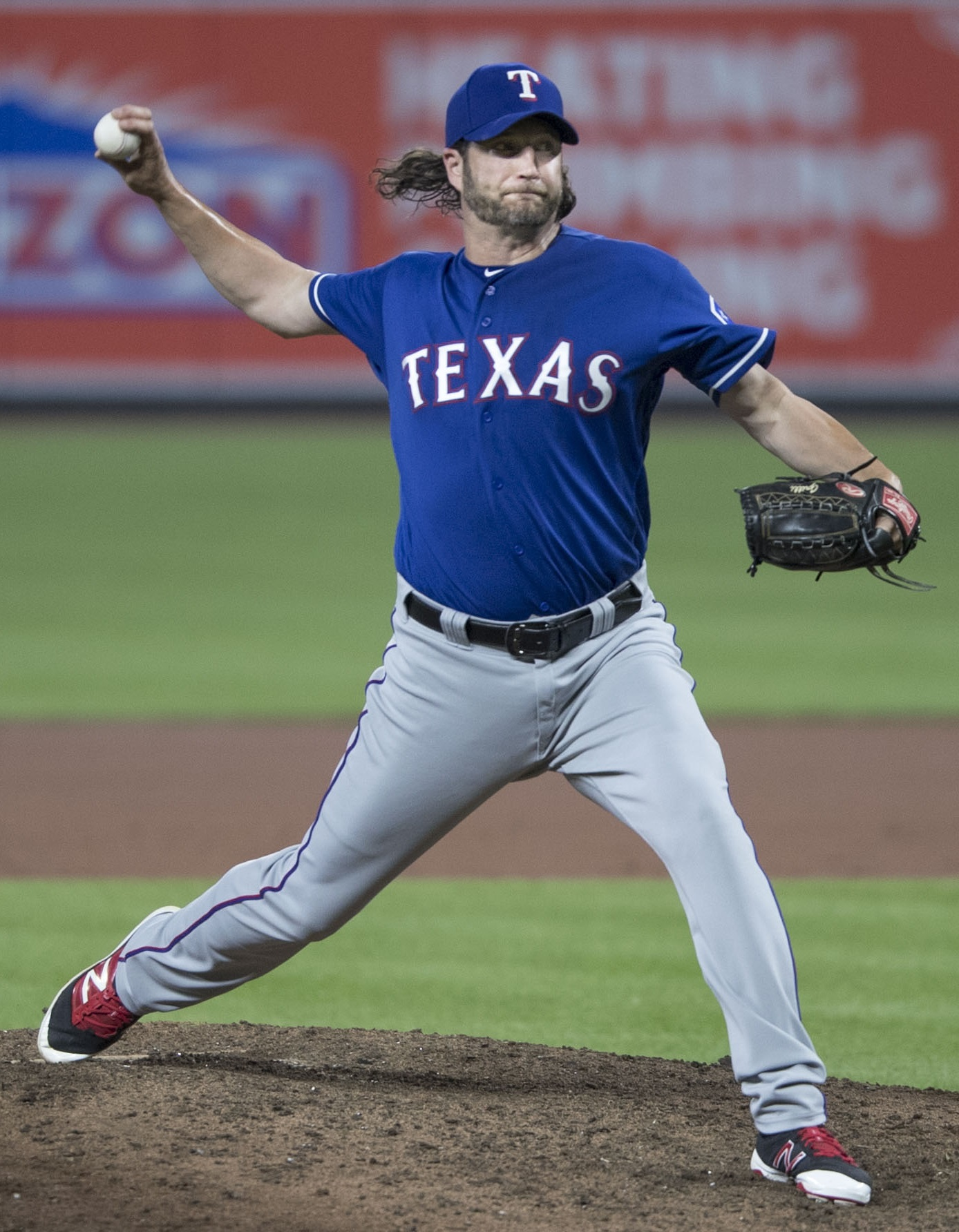
Jason Grilli sous le maillot des Rangers du Texas en 2017.

Le 2 juillet 2017, Toronto échange Grilli aux Rangers du Texas contre Eduard Pinto, un joueur de champ extérieur des ligues mineures.